# Bob Gibbs
Robert Brian Gibbs dit Bob Gibbs, né le 14 juin 1954 à Peru (Indiana), est un homme politique américain membre du Parti républicain. 
Il représente le septième district de l'Ohio à la Chambre des représentants des États-Unis du 3 janvier 2013 au 3 janvier 2023.
Il est auparavant membre de la Chambre des représentants de l'Ohio pour le 97e district de 2003 à 2008, puis élu au Sénat de l'Ohio pour le 22e district entre 2009 et 2010.